# Attila Richard Lukacs
 (février 2017).
Attila Richard Lukacs (né en 1962 à Calgary, Alberta) est un artiste canadien.

## Biographie

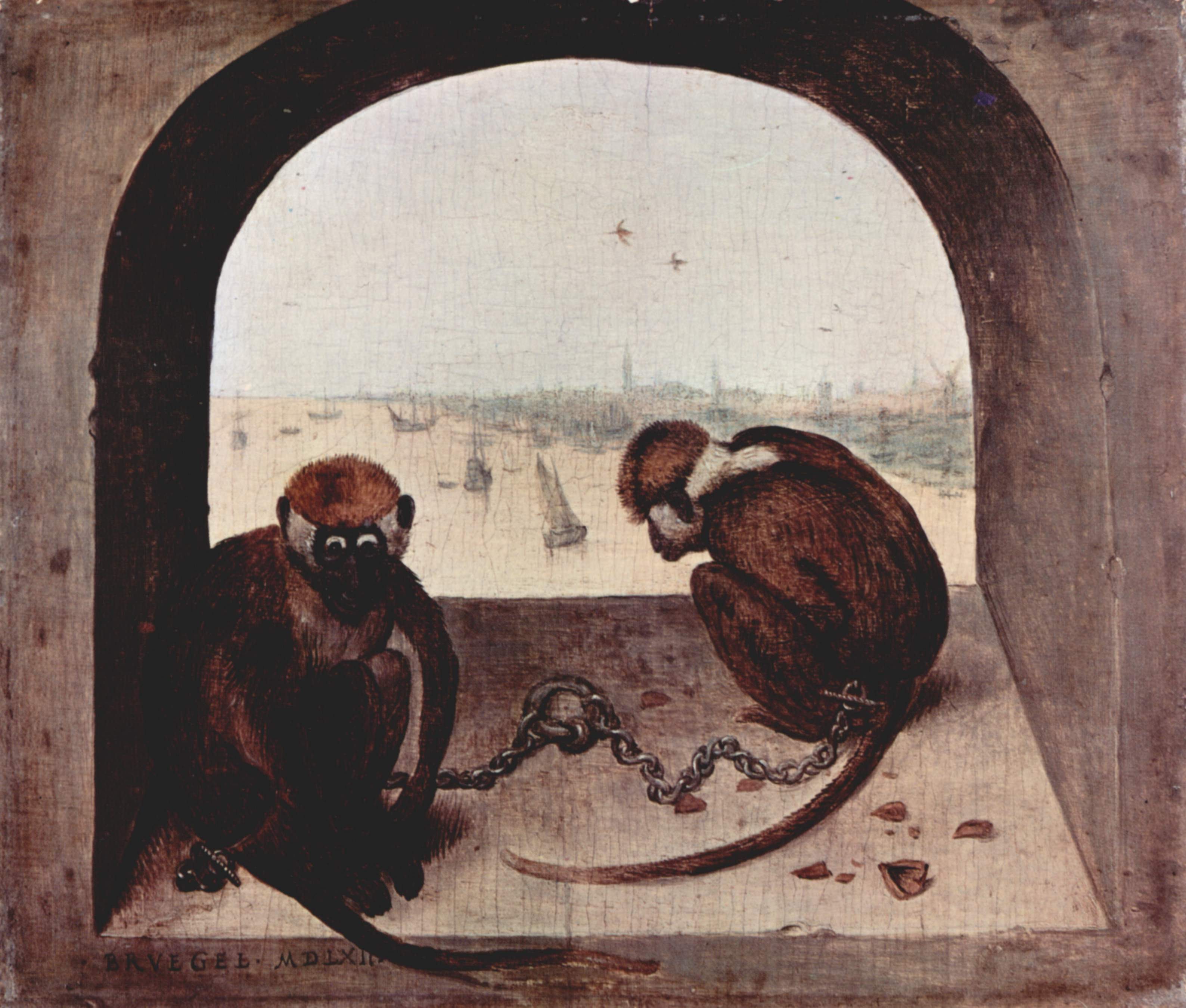
Le singe de Pieter Bruegel d. Ä. a inspiré Lukacs dans sa période berlinoise095

En 1985, Lukacs est diplômé de l'Institut d'art et de design Emily Carr à Vancouver, en Colombie-Britannique. Il s'installe à Berlin en 1986 et travaille au Künstlerhaus Bethanien de Berlin. En 1996, il déménage à New York, pour être au plus près du Centre de l'art américain.
Bien que Lukacs soit mieux connu pour des peintures qui illustrent des personnages masculins caricaturaux, tels que des skinheads gays et des élèves officiers (Série militaire True North), il a également créé une collection de peintures de fleurs (Flowers) et d'arbres (Arbor Vitae). Ses références crues à la sexualité homo-érotique choquèrent souvent les galeries et le public.[réf. nécessaire] Ses peintures font souvent référence aux compositions historiques et aux thèmes de David et du Caravage, ainsi qu'aux procédés des peintres et illustrateurs de miniatures (de singes et d'hommes) d'Inde et du Moyen-Orient. Une série de peintures plus récente représente des conifères, peints avec du goudron, sur un champ de feuilles argentées. L'artiste vit maintenant à Vancouver, en Colombie-Britannique, Canada.
À côté de grandes expositions durant la période berlinoise, on retrouve en leitmotiv une répétition d'une image de singe, inspirée par Pieter Bruegel.[réf. nécessaire]

## Expositions
- 1988-1994 Œuvres choisies
- 1990 Série militaire
- 1991 True North
- 1992 Le Salon de thé éternel
- 1999 Arbor Vitae
- 2003 Des singes et des hommes
- 2009 "Polaroids: Attila Richard Lukacs et Michael Morris", la Galerie d'art d'Alberta, Edmonton, AB. et la Presentation House Gallery, North Vancouver, BC
- 2011 "De noir, de blanc et de gris", Galerie de Winsor, à Vancouver, BC

## Film et Vidéo
- Exposer les démons [enregistrement DVD] : Un film sur l'artiste Attila Richard Lukacs. Réalisé par David Vaisbord. 2004, en deux versions: 48 et 78 minutes, couleur. Produit par Trish Dolman et Stéphanie Symns, Screen Siren Pictures.